# Örbylund
Örbylund är en bebyggelse öster om Rimbo i Norrtälje kommun. SCB avgränsar här sedan 2023 en småort.